# Walt Disney Studios Home Entertainment
Walt Disney Studios Home Entertainment (fino al 2007 Buena Vista Home Entertainment) è una società statunitense, unita della divisione Disney Platform Distribution di The Walt Disney Company, che si occupa della distribuzione in home video.
La divisione gestisce la distribuzione di film, serie televisive e altri contenuti audiovisivi della Disney in diversi formati multimediali domestici, come Ultra HD Blu-ray, Blu-ray Disc, DVD e media digitali, sotto varie etichette della Disney in tutto il mondo.

## Storia
Nel 1980, la Disney ha istituito la propria operazione di distribuzione video come parte della Walt Disney Telecommunications and Non-Theatrical Company (WDTNT) con Jim Jimirro come primo presidente. L'home video non era considerato un mercato importante dalla Disney all'epoca. WDTNT Co. ha anche gestito la commercializzazione di altri articoli accessori vari come brevi film da 8 mm per home movie.
Le prime uscite della Disney su videocassette sono stati 13 titoli che sono stati concessi in licenza per il noleggio a Fotomat il 4 marzo 1980, inizialmente in un test di quattro città (Chicago, Houston, Philadelphia e San Francisco/Oakland/San Jose), da espandere a livello nazionale entro la fine del 1980. L'accordo specificava tariffe di noleggio che vanno da $ 7,95 a $ 13,95.
Disney era insolito tra i principali studi nell'offrire un programma per i noleggi autorizzati. La maggior parte degli altri studi coinvolti nel mercato delle videocassette all'epoca stavano cercando di trovare modi per impedire ai rivenditori di noleggiare i loro nastri cinematografici. Magnetic Video (con titoli della 20th Century Fox e altri) ha cessato di fare affari con Fotomat dopo che Fotomat ha iniziato a noleggiare cassette Magnetic Video senza autorizzazione.
Alla fine degli anni '80, Disney ha iniziato a cercare altri punti vendita per distribuire il suo video e ha firmato accordi con rivenditori di massa come Target, Caldor e Wal-Mart. In questo periodo, lo studio ha iniziato a collaborare con i principali rivenditori per campagne pubblicitarie.

### Buena Vista Home Video
Il nome Buena Vista Home Video ha avuto origine come etichetta di WDTNT nel 1983, originariamente utilizzato per distribuire nastri di Hopalong Cassidy. Presto, BVHV divenne l'etichetta utilizzata per una varietà di contenuti vari; tali contenuti includevano animazioni non create dalla Disney (come Rocky and Bullwinkle e Alvin and the Chipmunks), concerti e altri titoli di musica per adulti e vari programmi di interesse speciale, tra cui The Very Best of The Ed Sullivan Show. Buena Vista Home Video è stata legalmente incorporata il 13 febbraio 1987. Il nome "Buena Vista" è stato adottato da Buena Vista Pictures Distribution, che ha anche agito come detentore del copyright per le videocassette distribuite direttamente sotto il banner BVHE.
Nel novembre 1992, Buena Vista Home Video è entrata in una joint venture mondiale con Jim Henson Productions per formare Jim Henson Video, che ha distribuito materiale di proprietà di Henson, comprese varie produzioni Muppet; la società aveva precedentemente distribuito contenuti Muppet negli Stati Uniti dal 1983 al 1985 sotto l'etichetta Muppet Home Video. Questo è durato fino alla fine del 1997. L'anno successivo, l'etichetta si è trasferita alla divisione Columbia TriStar Home Video di Sony Pictures.
Nel luglio 1993, Buena Vista Home Video ha firmato un accordo di licenza pluriennale plurimilionario nordamericano con DIC Entertainment. L'accordo includeva oltre 1.000 contenuti animati di mezz’ora di DIC, insieme alla creazione dell'etichetta DIC Toon Time Video e alle opportunità interattive e multimediali.
Nell'aprile 1996, a causa del riallineamento in corso derivante dalla fusione della Disney con Capital Cities/ABC, Buena Vista Home Video è stato trasferito dal gruppo Disney Television and Telecommunications ai Walt Disney Studios. Nell’agosto 1996, Disney e Tokuma Shoten Publishing hanno stipulato un accordo in cui Buena Vista Home Video avrebbe acquisito i diritti di distribuzione dei media domestici in tutto il mondo per i film d'animazione dello Studio Ghibli. La Disney avrebbe poi prodotto i doppiaggi inglesi e distribuito 15 dei film di Ghibli, attraverso le divisioni Walt Disney Pictures, Buena Vista Home Video, Miramax e Touchstone Pictures.
Nel luglio 1998, Walt Disney Home Entertainment ha stipulato un accordo di distribuzione con Warner Home Video in cui quest'ultima avrebbe distribuito oltre 100 titoli Disney/Touchstone/Hollywood su DVD in Europa e Australia fino alla fine del 2000. La distribuzione delle versioni VHS, tuttavia, rimane sotto il pieno controllo della Disney.
Nel 2000, in seguito all'acquisto di DIC da parte di Andy Heyward dalla Disney, i diritti di DIC con BVHE sono scaduti. Con questo, DIC ha successivamente firmato un nuovo accordo con Lions Gate Home Entertainment nel 2001.
Nel 2001, in seguito all'acquisizione da parte della Disney di Fox Family Worldwide (tra cui Fox Family, il marchio Fox Kids e Saban Entertainment). Un anno dopo, nel 2002, Saban è diventata BVS Entertainment e BVHE ha assunto la distribuzione dalla 20th Century Fox Home Entertainment.
Nel 2005, la società di produzione New Concorde di proprietà di Roger Corman ha firmato un accordo di distribuzione con Buena Vista Home Entertainment, dando a BVHE i diritti di distribuzione home video a 400 film prodotti da Corman, tra cui la biblioteca New World Pictures pre-1984 fino al 2008.

### Walt Disney Studios Home Entertainment
Come parte di un più ampio sforzo a livello aziendale, Buena Vista Home Entertainment ha abbandonato il marchio "Buena Vista" nel 2007 ed è stata ribattezzata Walt Disney Studios Home Entertainment. Tuttavia, la divisione ha mantenuto Buena Vista come nome legale. Nel luglio 2017, GKIDS e Shout! Factory hanno acquisito i diritti home video del Nord America dei film dello Studio Ghibli dalla Disney. Tuttavia, la Disney gestisce ancora la distribuzione home video dei film dell'azienda in Giappone e Cina.
Nel marzo 2019, Disney ha acquisito le attività cinematografiche della 21st Century Fox e, dopo che la 20th Century Fox è stata rinominata in 20th Century Studios nel gennaio 2020, la 20th Century Studios Home Entertainment è stata incorporata in Walt Disney Studios Home Entertainment pochi mesi dopo quell'anno.
Dopo il lancio di Disney+ nel 2019 e la sua espansione internazionale negli anni successivi, Walt Disney Studios Home Entertainment ha iniziato a interrompere completamente la distribuzione fisica in alcune regioni come America Latina, Australia, Nuova Zelanda, India, Medio Oriente, Portogallo, Asia (eccetto il Giappone), Ungheria, Russia, Grecia e Romania, o ad esternalizzare le sue attività ad altri distributori regionali in mercati come il Regno Unito (Elevation Sales), la Polonia (Galapagos), la Repubblica Ceca (Magic Box), la Spagna (Divisa Films), l'Italia (Eagle Pictures), la Scandinavia (SF Studios), la Francia e il Benelux (ESC Distribution), la Germania e l'Austria (Lionine Studios) e il Giappone (Happinet).
A Febbraio 2024, Disney ha siglato un accordo di licenza con Sony Pictures, attraverso cui Sony deterrà l'intera produzione e distribuzione fisica dell'home entertainment Disney nel Nord America, ponendo fine per la Disney all'era della distribuzione fisica dopo 46 anni sebbene la produzione dei supporti fisici rimanga attiva.